# أنتويرب
مدينة أنتويرب (بالهولندية: Antwerpen - بالفرنسية: Anvers - بالإنجليزية: Antwerp) كبرى المدن الفلامانية في بلجيكا، ومركز مقاطعة تحمل اسمها وعصب الحياة الاقتصادية فيها، تشغل رقعة تزيد على 200كم²، ويقطنها 447.642 نسمة عام 1998م.
تقع أنتويرب على بضعة كيلومترات من الحدود الهولندية وعلى مسافة 88كم من بحر الشمال، وتمتد على الضفة اليمنى لنهر شِلدة (الأسكو) إلا ميناءها الذي تتوزع أقسامه على ضفتي النهر، كما تخترق المدينة قناة آلبرت المتفرعة عنه باتجاه الشرق. تحيط بالمدينة منطقة سهلية واسعة يعتمد اقتصادها على الزراعة وعلى تربية الحيوان في المناطق الغربية وعلى استغلال موارد الثروة الغابية وعلى الصناعة في المناطق الشرقية منها، ويمتد ظهيرها الجغرافي الفعلي ليغطي معظم الأراضي البلجيكية وأجزاء مهمة من ألمانيا وهولندا وفرنسا، ويربط المدينة بأنحاء هذا الظهير شبكة مواصلات بالغة الكثافة والتعقيد، تتألف من خمسة خطوط من السكك الحديدية وطريقين سريعين للسيارات (أوتوستراد) وسلسلة مهمة من الأقنية المائية الصالحة للملاحة. وبسبب الكثافة السكانية وأهمية الإنتاج الصناعي وغناه وتنوعه في هذا الظهير، فإن ميناء أنتويرب ناشط طوال أيام السنة وتدخله كميات ضخمة من المواد الغذائية والمواد الخام مثل النفط، وتغادره جميع أنواع المصنوعات المعروفة.
أنتويرب مدينة وبلدية في بلجيكا وعاصمة مقاطعة انتويرب في الإقليم الفلامندي ، وتعتبر بلجيكا دولة ترانزيت مهمة بين وسط وغرب أوروبا. وتعد أنتويرب أهم موانئ البلاد، والتي تعتبر بدورها أحد أهم مؤانئ العالم، وتقع أنتويرب على الضفة الشرقية من نهر سخيلده، الذي يرتبط ببحر الشمال، كما تربطها قناة ألبرت بمدينة لييج البلجيكية الداخلية.
و يقال أن اسم المدينة مشتق من Hand werpen و تعني إرمي اليد، حيث تقول الأسطورة أن عملاقا كان يقف على مدخل المدينة ويقطع أيادي البحارة الذين لا يريدون أن يدفعوا الضرائب إلى أن جاء بطل قطع يد العملاق و رماها في البحر.
وكانت أنتويرب قد استضافت الألعاب الأولمبية الصيفية سنة 1920.

## النشأة والتاريخ

### أصل التسمية
حسب الفلكلور، الذي يحتفل به خلال تمثال أمام مبنى البلدية، حصلت المدينة اسمها من أسطورة حول عملاق يسمى أنتيجون الذي كان يعيش بالقرب من نهر سخيلده. وكان يفرض جبايات مادية للبحارة المارين بمعقله، ومن كان يرفض كان يقطع يده ويرمى بها في النهر. في نهاية المطاف قتل العملاق بطل شاب يدعى سيلفيوس برابو، الذي قطع يد العملاق وقذف بها إلى النهر. ومن هنا جاءت تسميته  أنتويرب ، من الهولندية hand werpen (رمي اليد).

### ما قبل 1500

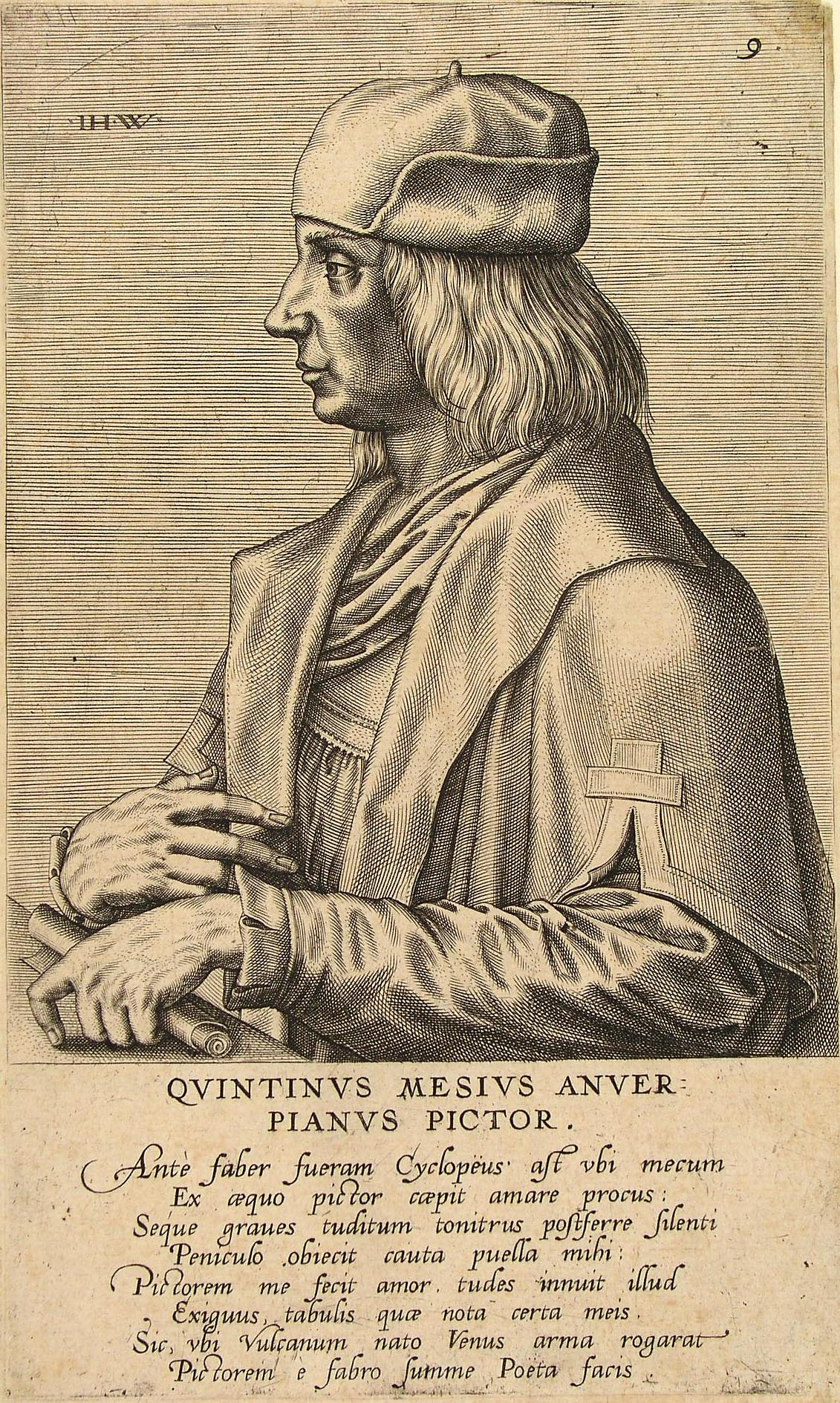
كوينتين ماتسيس رسامًا فلمنكيًا من فناني فنرة الرسم الهولندي المبكر. يعتبر مؤسس مدرسة أنتويرب للرسم ، التي أصبحت المدرسة الرائدة للرسم في فلاندرز في القرن السادس عشر. قدم تقنيات وزخارف جديدة بالإضافة إلى مواضيع الوعظ دون أن يخالف التقليد المتبع تمامًا.

تمثلت البدايات الأولى لمدينة أنتويرب ببلدة صغيرة محصّنة، عمل سكانها بالصيد المائي، كان لها إسهام تجاري بارز إبان العهد الكارولنجي ثم خربها الغزو النورمندي، ثم ازدهرت مجدداً وانتعشت تجارياً مع ألمانيا وإيطاليا وإنكلترا في القرن الثالث عشر الميلادي خاصةً، وضُمَّت إلى منطقة الفلاندر عام 1356م، واستقطبت رجال المال والتجار من أنحاء أوروبا كافةً، بسبب الخدمات المصرفية الممتازة فيها، وغدت مركزاً لإعادة توزيع السلع والمنتجات الأوربية كالقمح والأخشاب والنحاس والمصنوعات المختلفة والسلع المستوردة كالأخشاب والتوابل خاصة. وانحطت مرافق الحياة فيها إبان الحروب الدينية، وتراجعت أهميتها لمصلحة أمستردام، ولاسيما بعد أن أغلقت مداخل نهر شِلدة في وجه السفن والبواخر المتجهة إلى ميناء أنتويرب تطبيقاً لبنود إتفاقية وستفالية الموقعة عام 1648م. واحتلتها فرنسا عام 1792م، وجلت عنها سنة 1815م، ثم احتلتها ثانيةً عام 1832م.
بدأ عصر أنتويرب الذهبي منذ أن صارت ميناءً للمملكة البلجيكية الناشئة عام 1839م، واحتلها الألمان في الحربين العالميتين وحررتها القوات الإنكليزية عام 1944م.

## السكان ومخطط المدينة وتطورها العمراني
كان عدد سكان أنتويرب في مطلع القرن السادس عشر نحو 45,000 نسمة، وبلغ في عام 1993م نحو 462,880 نسمة (مع ضاحية دورن وغيرها). وللمدينة مخطط على شكل رقعة الشطرنج يميز فيها:

### المدينة القديمة
بأحيائها المتلاصقة، وشوارعها الضيقة وصروحها العمرانية الأثرية وعلى رأسها الكاتدرائية ودار البلدية وعدد من المتاحف، وتنتهي شرقاً بحد نصف دائري مؤلف من الجادات الواسعة التي حلت محل الأسوار القديمة، وتقوم على أطرافها الفنادق الراقية.

### المدينة الحديثة
تتخذ شكل حلقات نصف دائرية تحيط بالمدينة القديمة، شوارعها عريضة وأبنيتها شاهقة وحدائقها العامة متعددة.

### ميناء أنتويرب
بأحواضه وأرصفته ومخازنه وخطوطه الحديدية الخاصة، ويقع ضمن حدود السور القديم في شمالي المدينة.

## مبان، معالم سياحية ومتاحف

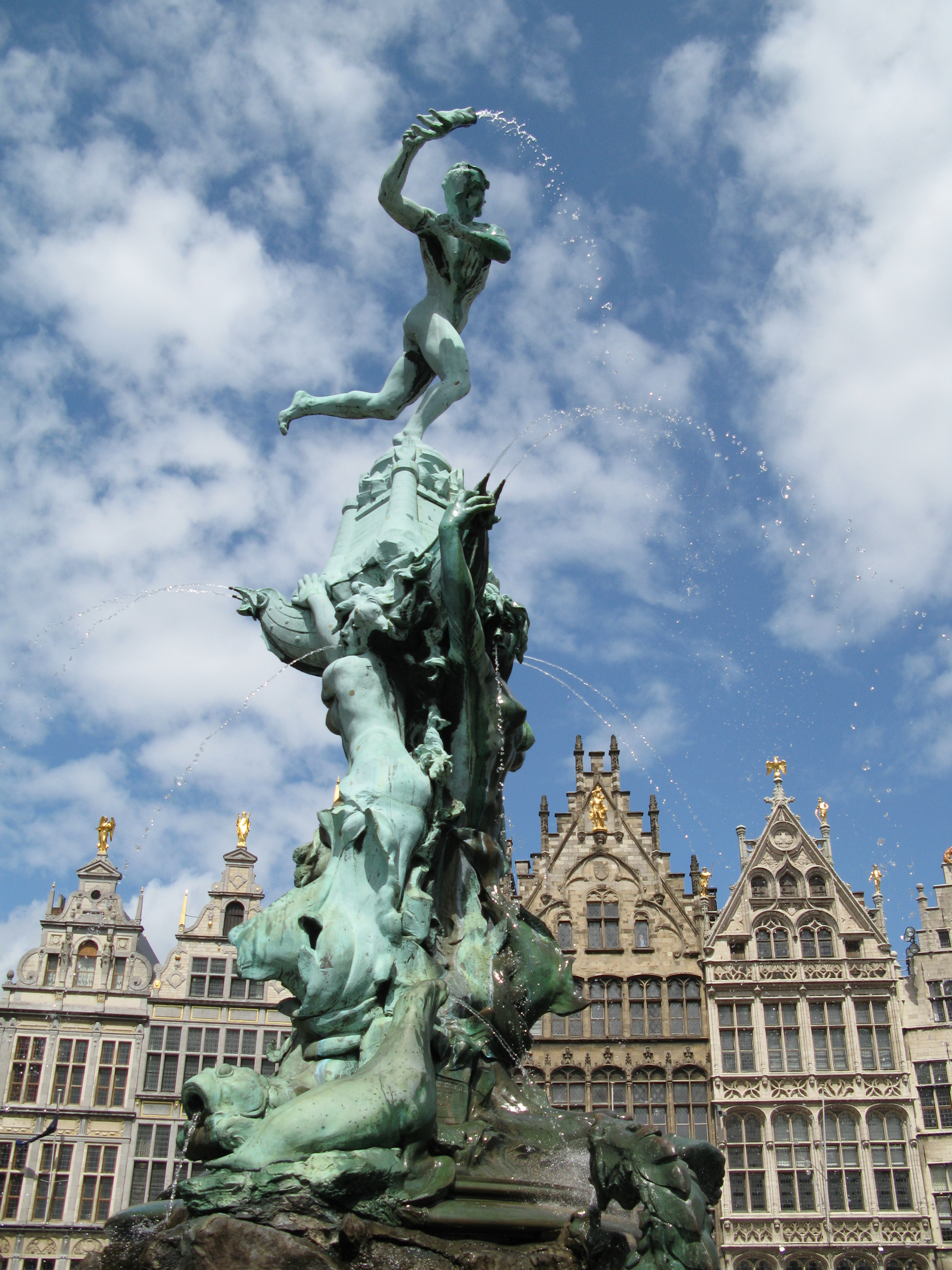
تمثال برابو ويد العملاق

## وظائف المدينة
لمدينة أنتويرب أهمية بالغة لتعدد وظائفها، فهي مركز إداري لمقاطعة واسعة، ويستقطب قطاع الخدمات فيها ما يقرب من 54% من إجمالي القوى العاملة، وهي كذلك مركز علمي وثقافي بجامعتها، وصروحها العمرانية الأثرية، ومتاحفها الثمانية الشهيرة: المتحف الملكي للفنون الجميلة، ومتحف فان دين بيرغ الغني بلوحاته الفلمندية، والمتحف البحري الوطني الذي يحوي وثائق عن تاريخ البحرية الأوربية، ومتحف بلانتان مورتوس للطباعة والمطابع، ومتحف روبان الفني، ومتحف الآثار والفنون التطبيقية، ومتحف الفنون الشعبية الفلمندية، ومتحف النحت في الهواء الطلق.
وللمدينة أهمية اقتصادية بكونها مركزاً صناعياً، تشارك فيه رؤوس الأموال الأمريكية والألمانية الموظفة لإنتاج أنواع الصناعات الثقيلة والآلية والغذائية والكيمياوية، إضافة إلى صقل الألماس. ويحتل مرفأ أنتويرب المرتبة الرابعة بين مرافئ العالم إذ يمر فيه ما يقرب من 3.5% من إجمالي التجارة العالمية، والمرتبة الثانية بعد روتردام في أوروبا، ويسهم بنحو 75% من تجارة بلجيكة، وبالمقابل لا تتجاوز أعداد المسافرين الذين يستخدمون مرفأ أنتويرب 50,000 مسافر سنوياً.

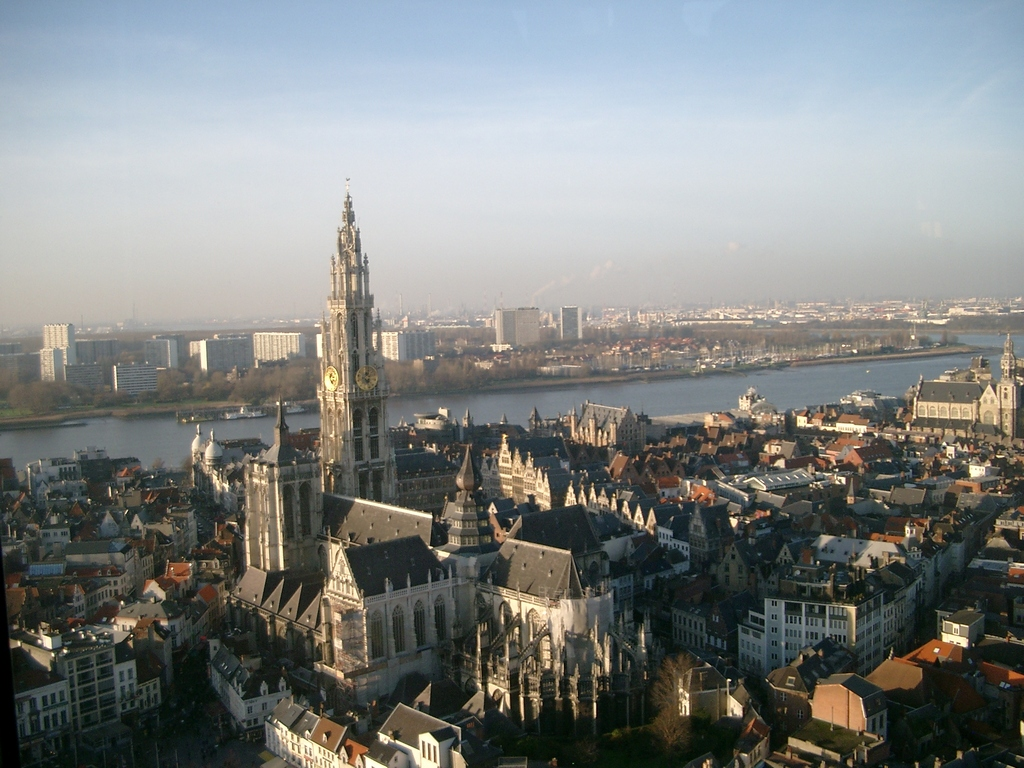
كاتدرائية نوتردام بأنتويرب: أكبر كنائس الطراز القوطي في بلجيكا، إذ يرتفع برجها 120م

## عاصمة الماس
تجاهد أنتويرب لتظل عاصمة الألماس في العالم، حيث انتقل نحو 90 بالمئة من صناعة الألماس إلى الهند وظل في أنتويرب نحو 1700 فقط من صاقلي الألماس بالمقارنة مع 25 ألفا قبل ثلاثة عقود إلا أنه لا يزال ثمان من كل عشر ألـماسات غير مصقولة وواحدة من كل ألـماستين مصقولتين تمر عبر أنتويرب. ويهيمن كل من اليهود الحاسيديم، والهنود الجانيين، والأرمن والموارنة على سوق تجارة ألماس في المدينة. وتمتلك أسر أرمنية أخرى شركات مرموقة وكبيرة في صناعة وتجارة الألماس ومنها عائلة أرتينيان، وأوسكانيان، وبارساميان، وآصلانيان، وأرسلانيان، وهامبارتسوميان، وإيبكجيان وتشيركيزيان.